# José Maria de Andrada Serpa
José Maria de Andrada Serpa (Barbacena, 27 de novembro de 1915 – Brasília, 3 de junho de 1979) foi um militar brasileiro.
Filho do coronel José Maria Serpa e de Maria Antônia Duarte de Andrada Serpa.
Foi chefe do Estado-Maior das Forças Armadas no governo Ernesto Geisel, de 20 de dezembro de 1978 a 15 de março de 1979, e no governo João Figueiredo, de 15 de março a 3 de junho de 1979, data em que faleceu, sendo substituído pelo general Samuel Augusto Alves Corrêa.